# Аркобелло, Марк
Марк Аркобе́лло (англ. Mark Arcobello; род. 12 августа 1988, Милфорд, Коннектикут) — американский хоккеист, центральный нападающий. Чемпион Швейцарии 2017 года.

## Игровая карьера
Сезон 2014/15 Марк Аркобелло начинал в основном составе «Эдмонтон Ойлерз». 29 декабря 2014 года «Эдмонтон» обменял Аркобелло в «Нэшвилл Предаторз» на нападающего Дерека Роя. 13 января «Нэшвилл» выставил Аркобелло на драфт отказов, откуда его забрал «Питтсбург Пингвинз». 10 февраля уже «Питтсбург» выставил Аркобелло на драфт отказов. 11 февраля «Аризона Койотис» забрала нападающего. Аркобелло стал вторым хоккеистом в истории НХЛ, набиравшем очки в одном сезоне в составе четырёх разных команд.
1 июля 2015 года Аркобелло перешёл в «Торонто Мейпл Лифс» и подписал годовой контракт на сумму 1,1 млн долларов.
31 мая 2016 года Аркобелло заключил соглашение с швейцарским «Берном», с которым стал чемпионом Швейцарии 2017 года.